# 34219 Megantang
34219 Megantang este o planetă minoră (asteroid) din centura de asteroizi. A fost descoperită pe 24 august 2000 la Experimental Test Site⁠(d) de Lincoln Near-Earth Asteroid Research. 
Obiectul prezintă o orbită caracterizată de o semiaxă mare de 2,7350366 UAi, o excentricitate de 0,16, o înclinație de 4,49234 ° în raport cu ecliptica.